# Sankt Johann bei Herberstein
Sankt Johann bei Herberstein  är en ort i  kommunen Feistritztal i Österrike. Den ligger i distriktet Hartberg-Fürstenfeld i förbundslandet Steiermark.
Sankt Johann bei Herberstein var tidigare en självständig kommun, men blev den 1 januari 2015 en del av den nybildade kommunen Feistritztal.